# Svaz německých dívek
Svaz německých dívek (německy Bund Deutscher Mädel, BDM nebo BdM) byl založen v červnu 1930 jako dívčí odnož o čtyři roky dříve vzniklé chlapecké organizace Hitlerjugend (HJ) v době národního socialismu v Německu. V počáteční fázi docházelo v obsahovém a organizačním zaměření mezi BDM a ženskou nacionalistickou organizací NS-Frauenschaft (NSF) k interním stranickým sporům. Nakonec byl Svaz německých dívek společně s chlapeckou organizací HJ 7. června 1932 vyhlášen za součást Národně socialistické německé dělnické strany (NSDAP). V roce 1944 patřil se svými 4,5 mil. členkami mezi největší světové dívčí mládežnické organizace. Na základě rozhodnutí Spojenecké kontrolní rady ze dne 10. října 1945 (Kontrollratsgesetz Nr. 2) o zákazu nacistické organizace NSDAP včetně jejích přidružených organizací byla organizace BDM prohlášena za nezákonnou a její majetek podléhal konfiskaci.

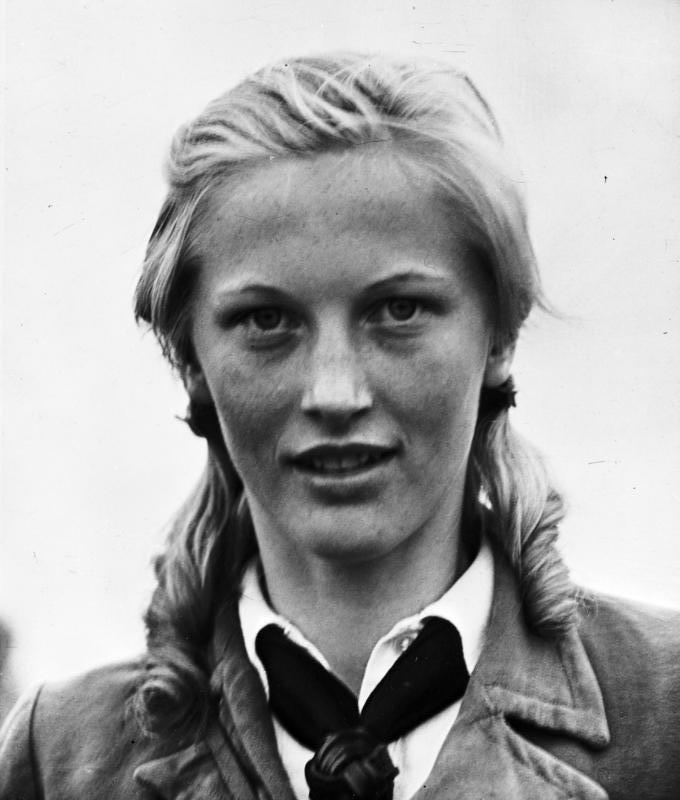
Portrét členky BDM, ze sbírky ilustračních fotografií „charakteristických rasových typů“ Úřadu pro rasovou politiku NSDAP, německý Spolkový archiv

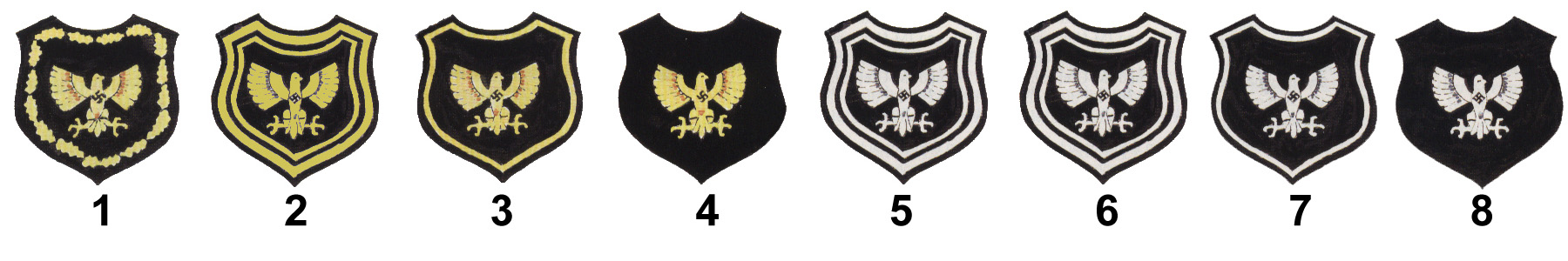
BDM označení funkcí

## Historie

### BDM před rokem 1933
Různé dívčí skupiny nebo oddíly nazývané často jako Sesterstva HJ (německy Schwesternschaften der Hitlerjugend) vznikaly v rámci NSDAP již od roku 1923. K ideologii národního socialismu nebo k organizaci Hitlerjugend se dostávalo mnoho dívek převážně prostřednictvím svých bratrů. Tyto dívčí skupiny měly zpočátku jen několik členek a jejich centrální řízení neexistovalo. HJ se stala mládežnickou organizací národně socialistické strany oficiálně teprve v roce 1926, a to na oslavě „Dne NSDAP” (německy Parteitag der NSDAP). Dívky v ní však nehrály vůbec žádnou roli a jejich aktivity se zaměřovaly především na ošetřování SA mužů a zásobování Hitlerových chlapců při pouličních bojích. Ze začátku se to týkalo asi 67 děvčat. Do roku 1931 se jejich počet navýšil sice na 1 711, ale ve srovnání s chlapeckými skupinami šlo o zanedbatelné číslo.
Svaz německých dívek byl založen teprve až v roce 1930 a v roce 1931 se stal pod vedením Elisabeth Greiff-Walden součástí HJ. V březnu 1932 byla Elisabeth Greiff-Walden jmenována referentkou pro dívčí otázky (Referentin für Mädelfragen) a stala se tak součástí říšského vedení (Reichsleitung). V červnu došlo k přejmenování funkce na vůdkyni BDM (Bundesführerin des BDM). Svaz měl především „vychovat mladé dívky k rasovému povědomí“ a „posilovat jejich národnostní německé cítění prostřednictvím společné práce, turistiky, hraní a zpívání za účelem ochrany německého druhu a německého charakteru a přispět tak k vytvoření svobodné německé vlasti“. Počet členek nicméně stále zůstával ve srovnání s chlapeckou členskou základnou Hitlerjugend nesrovnatelně nízký. Pro mnoho dívek nebylo upřednostňování mužnosti a kultovního hrdinství jednoduše atraktivní.
Ještě na konci roku 1932 – bezprostředně před uchopením moci národními socialisty – měl BDM jen 25 000 členek. Dokonce i po roce 1933 zůstával jejich počet dalece za chlapeckým HJ. Vůdce říšské mládeže Baldur von Schirach po svém zvolení ostatní konkurující mládežnické organizace rozpustil nebo zakázal. Vynucený vstup nových dívek z rozpuštěných organizací tak zajistil rapidní nárůst v počtu členství (gleichgeschaltete Jugendgruppen). Organizace, kterých se tzv. Gleichschaltung nedotklo (katolické mládežnické organizace), byly často ze strany HJ vystaveny silné šikaně.

### BDM mezi roky 1933 a 1939
Po převzetí moci nacisty zažíval svaz nebývalý rozmach a během jednoho roku se počet členek zvýšil až dvacetinásobně. Do svazu nevstupovala nově jen děvčata ze zakázaných nebo sjednocených organizací. Velké množství dívek svazová volnočasová nabídka jednoduše lákala a cítily potřebu „být při tom“. Politická NS-výchova u nich ustupovala do pozadí. Dlouhodobě se ale zvýšená angažovanost nedostavila. Děvčata, která opouštěla základní školní docházku a nastupovala do učebních oborů, neměla nejen mnoho času k odpoledním aktivitám, ale byla také ve věku, kdy upřednostňovala jiné zájmy. Proto byla členská základna starších dívek podstatně menší než v mladší odnoži, v tzv. Jungmädelbund.
Nová říšská referentka Trude Mohr prosadila od roku 1934 vzdělávání oddílových vůdkyň a začala sjednocovat pracovní náplně. Nejprve zavedla do sportu výkonnostní ocenění BDM, pod vedením Baldura von Schirach státní oslavu „Dne mládeže” (Staatsjugendtag), zaměřila se také na kulturní práci a rozvoj výletní a táborové činnosti. Sportovní program sestával z atletiky, sportovních her a gymnastiky. Za atletické úspěchy a dosažené poznatky v týdenních domácích večerech existovala řada ocenění – od různých obyčejných odznaků (Jungmädelprobe) až po ty ve zlatě (BDM-Leistungsabzeichen).
Od 1. prosince 1936 vstoupil v platnost zákona o Hitlerjugend a dosud dobrovolné členství se stalo povinným. BDM se tak stal vedle školy a rodiny dalším nacionálně socialistickým výchovně-vzdělávacím faktorem. Do svazu se dostalo i mnoho děvčat, která o členství nestála, a jejich dezorientace postupně gradovala. Tato děvčata se stavěla proti národněsocialistické výchově a pro mnohé další svaz ztrácel povinným členstvím na atraktivitě. V roce 1937 spadala organizace na župní úrovni sice pod HJ, ale v místních a okresních oddílech mohla pracovat samostatně. Dívky od 10 do 15 let tvořily oddíly Kuřátek (německy Kükengruppen) a od 15 let výše tzv. dívčí společenstva Mädelschaften.
Vedení HJ se snažilo atraktivitu svazu zvyšovat vzděláváním v domácím hospodaření, do roku 1938 založilo 14 BDM-rodinných škol (BDM-Haushaltsschulen) a od 19. ledna 1938 nabízelo starším členkám možnost zapojit se do konceptu „Víra a krása” (BDM-Werk Glaube und Schönheit). Sport a veřejné pochodování s plnou polní postupně ustupovaly orientaci na rodinnou výchovu. V dívčí tělesné výchově se kladl důraz na grácii a ženskost. Dokonce i tábory s přenocováním se staly pro dívky nepřípustné a místo mašírování se učily pochodové písně. Ženská stránka BDM-výchovy se projevila také v novém zaměření na zdravotní výchovu. Z minulosti zůstala zachována pouze civilní ochrana, jelikož korespondovala u „vyšších míst” s představou možné války.

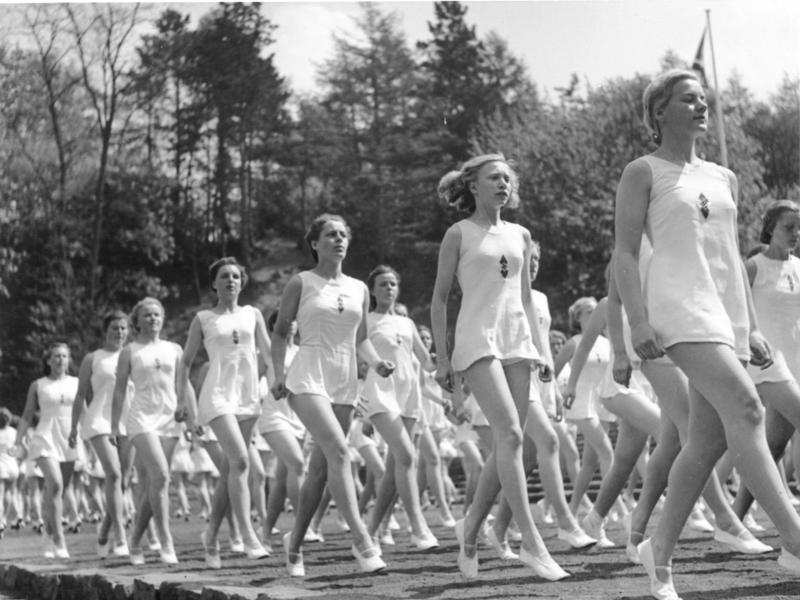
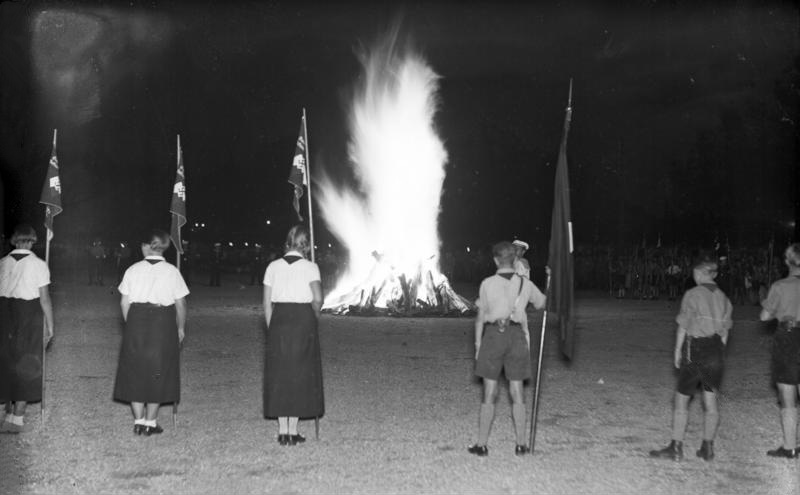
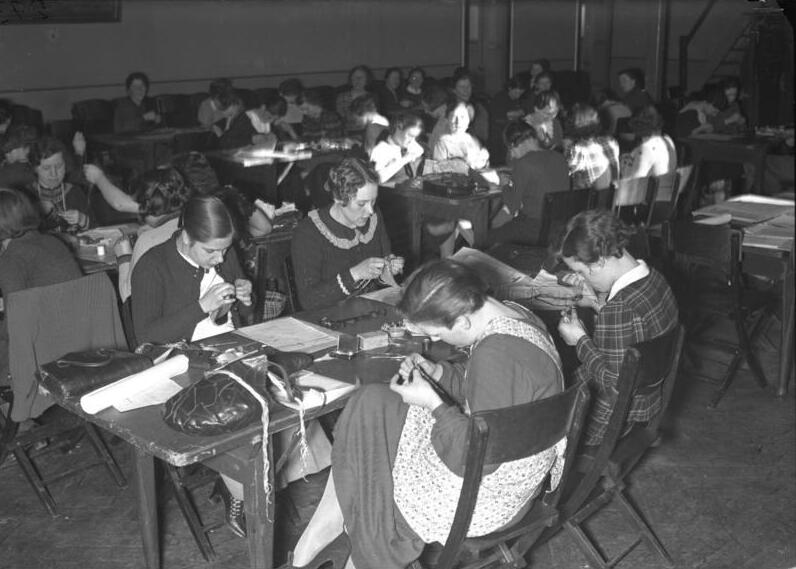
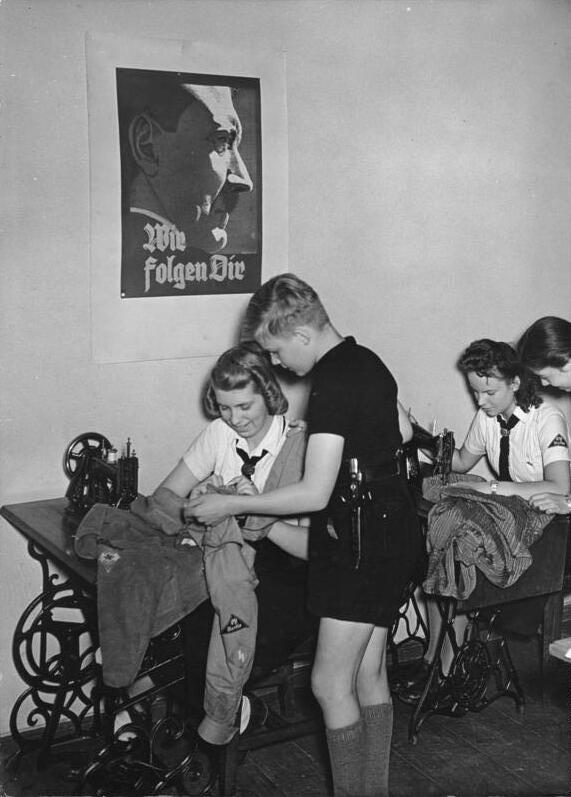
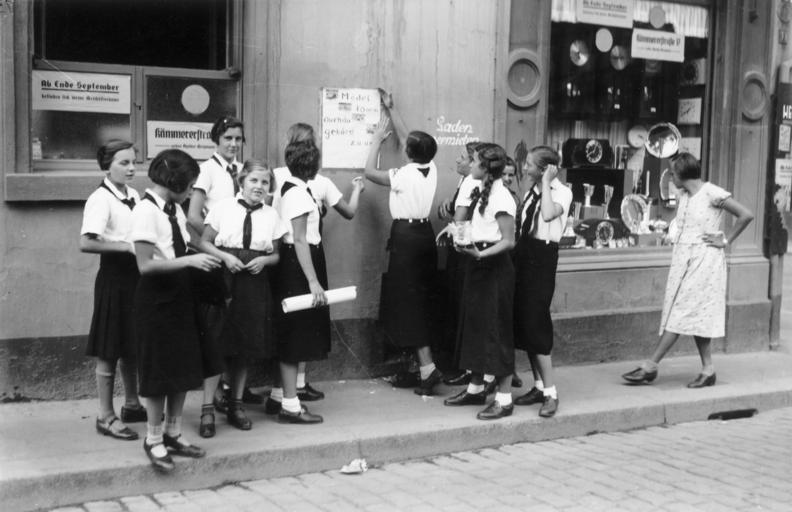

### BDM ve válce

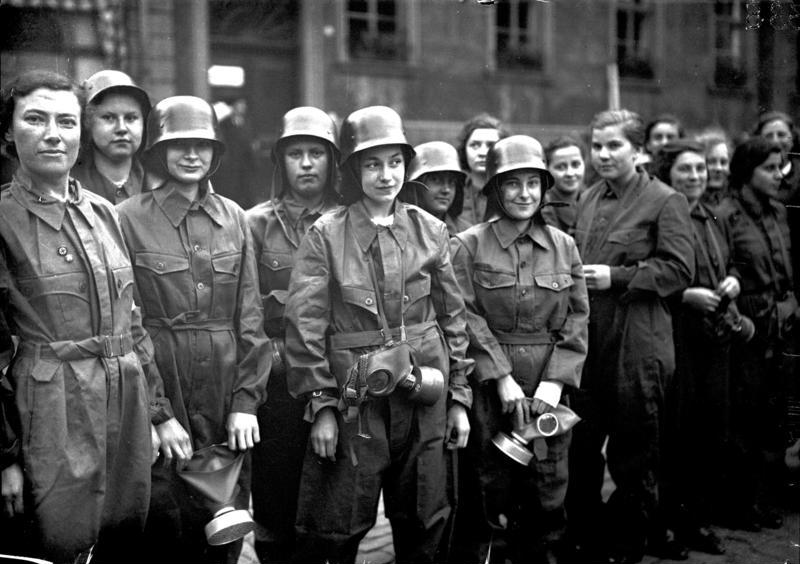
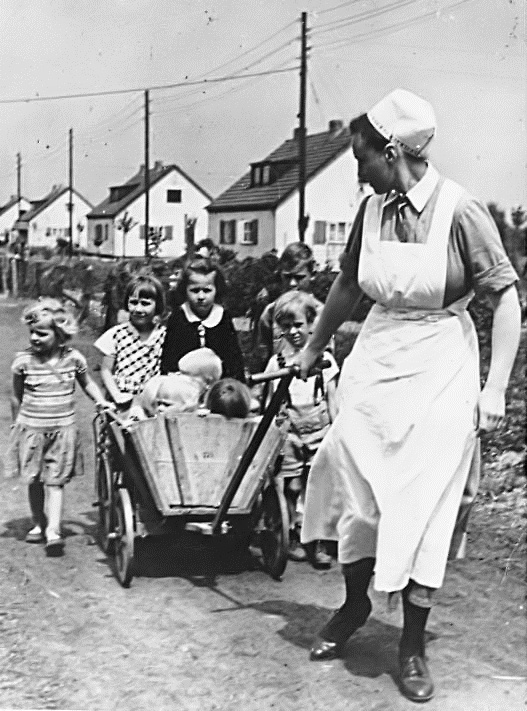
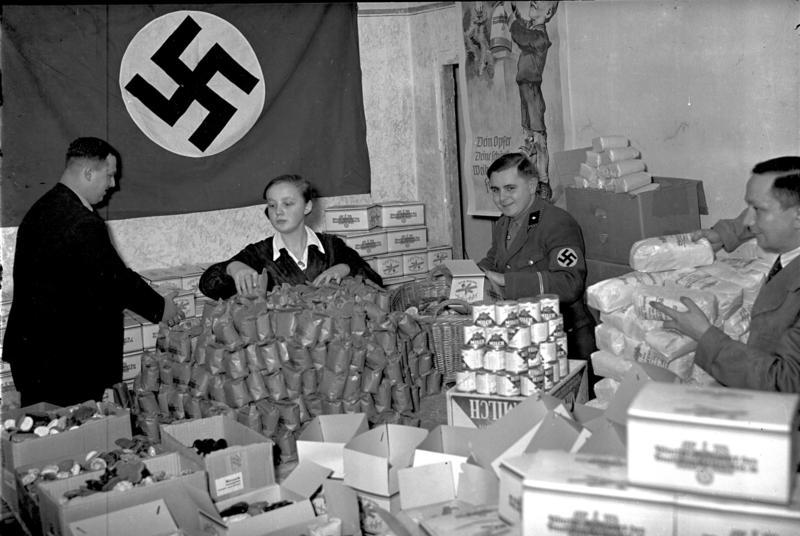
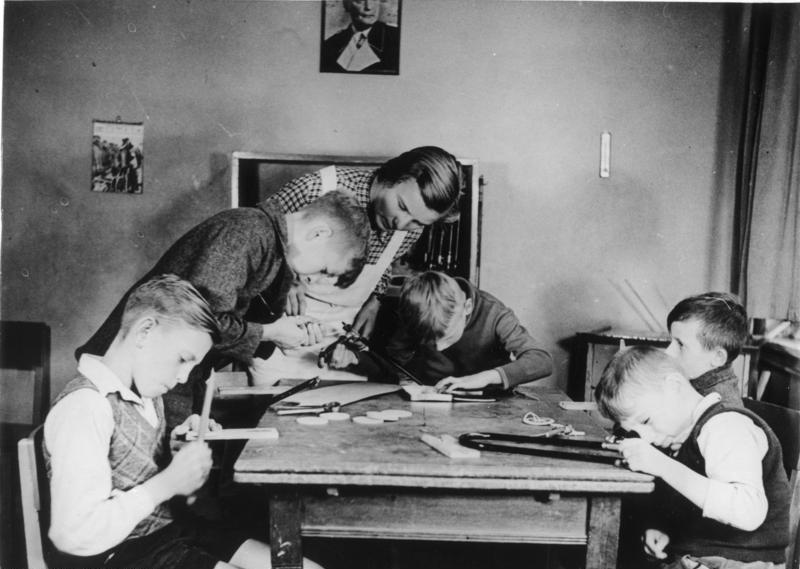
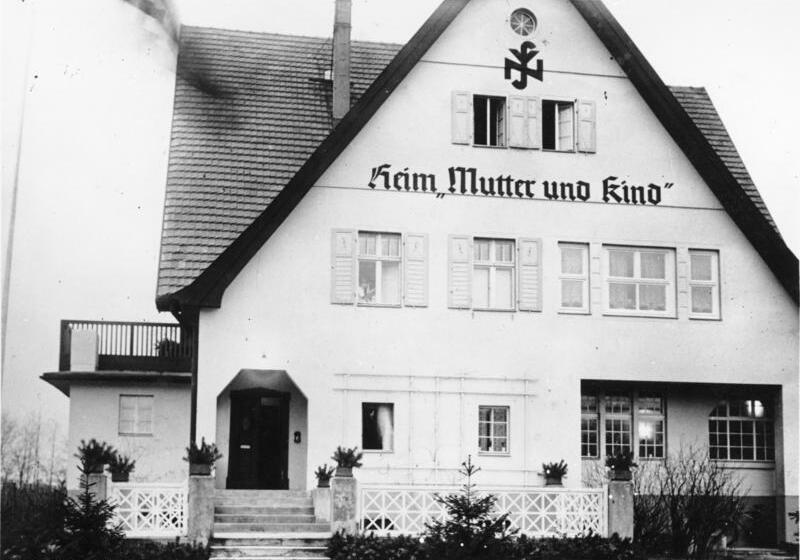

Vzhledem k tomu, že vedoucí orgány již od přelomu roku 1938/39 započaly s přestavbou mládežnických organizací, byl Svaz německých dívek na válku velmi dobře připraven. Podceněna ale byla otázka vedoucích chlapeckých oddílů po odchodu mladých mužů do války. Děvčata musela převzít nejen jejich úkoly, ale ještě k tomu udržet chod svazu. Hermann Göring proto na dívky apeloval, aby se postavily čelem k „vážnosti situace“ a „spěchaly tam, kde již za starých časů ženy vždy nejlépe plnily své úkoly, v péči o příbuzné a nemocné. Měly však také hlavně podpořit matky a těžce pracující ženy v továrnách a na poli“.
Tomu odpovídala nová náplň činnosti BDM. Dívky se angažovaly na letních relaxačních táborech pro válečně postižené nebo na táborech dětí z oblastí postižených bombardováním (německy Kinderlandverschickung), sbíraly léčivé byliny, pořádaly sbírky obnošených oděvů, knih, sbírky finanční, pracovaly na venkově – zejména při sklizních, vyráběly hračky, ale zapojovaly se také do pomoci v domácnostech a v sociální oblasti (hlídání dětí, nákupy, potravinové lístky). Balily polní poštu pro wehrmacht, šily a opravovaly vojenské uniformy, zajišťovaly kulturu v kasárnách a vojenských lazaretech, pomáhaly při vojenských transportech. Pracovaly v nemocnicích, v Červeném kříži, roznášely propagandistické tiskoviny a přebíraly pomocné práce u pošty, v městské dopravě, na nádražích a v civilní ochraně. Přibližně 3 000 dívek přešlo rovnou k SS a část z nich se stala dozorkyněmi v koncentračních táborech.
Zvláštní kategorii činnosti BDM představovalo nasazení na východě, kde děvčata v připojených a okupovaných oblastech východní Evropy opatrovala přesídlené etnické Němce (Volksdeutsche). Dále zde budovaly nové oddíly BDM, vykonávaly službu v zemědělství (Landdienst), zřizovaly provizorní školy a mateřské školy, pracovaly jako pomocné učitelky, vyučovaly němčinu, pomáhaly selkám, hrály si a zpívaly s dětmi nebo organizovaly pro etnické Němce oslavy svátků zaměřené na upevnění pospolitosti v nových životních podmínkách. Děvčata musela na anektovaném území (Reichsgau Wartheland) v rámci svého povinného ročního pracovního nasazení nebo v rámci dobrovolné služby (po vyhnání asi jednoho milionu Poláků) pomáhat s resocializací přesídlených zemědělských „etnických Němců“ (přibližně 350 000) z jiných regionů Polska. Postupně zde bylo soustředěno v přibližně 160 speciálních táborech na 19 000 členek BDM. V průběhu čtyř až šesti týdnů pracovaly v patnáctičlenných skupinách. Společně s jednotkami SS byla každá ze skupin zodpovědná za čtyři nebo pět vesnic. Poté, co se setkaly u polských Němců s velkou negramotností, špatnou hygienou a alkoholismem, docházelo u nich nejen ke zklamáním, ale i k vystřízlivění.

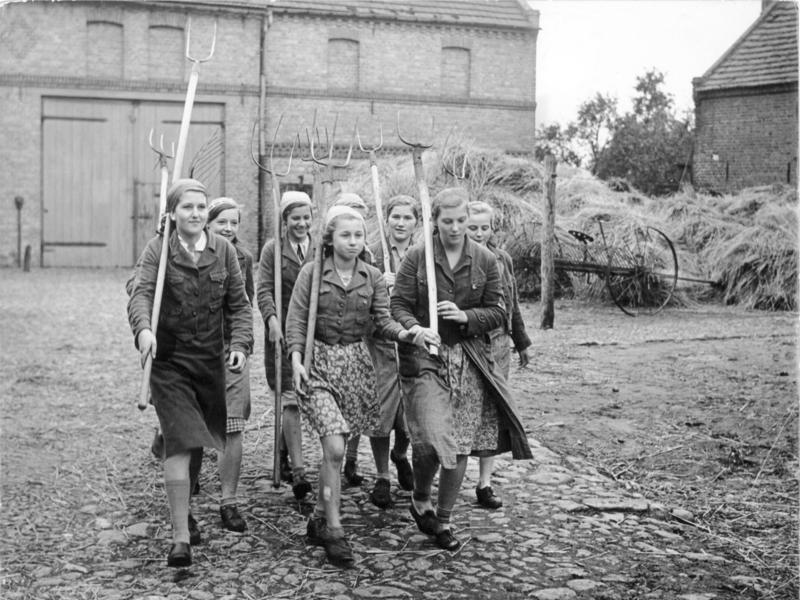
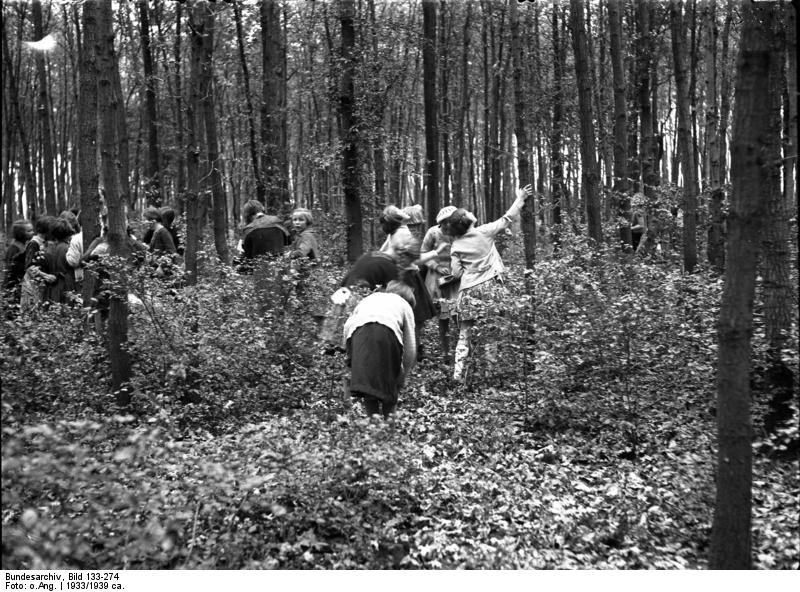
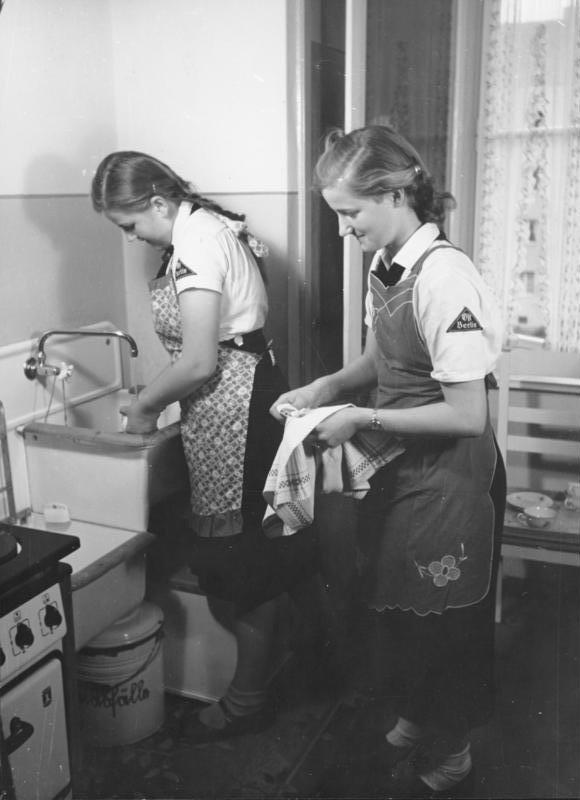
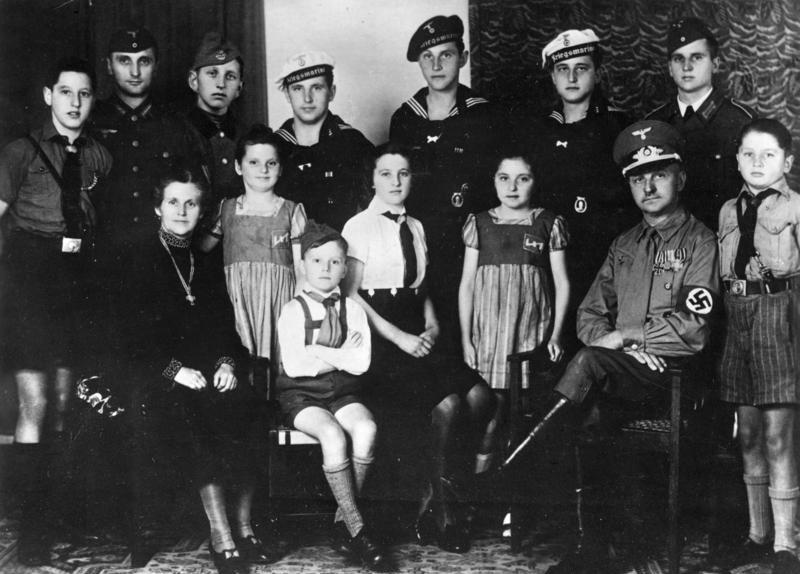
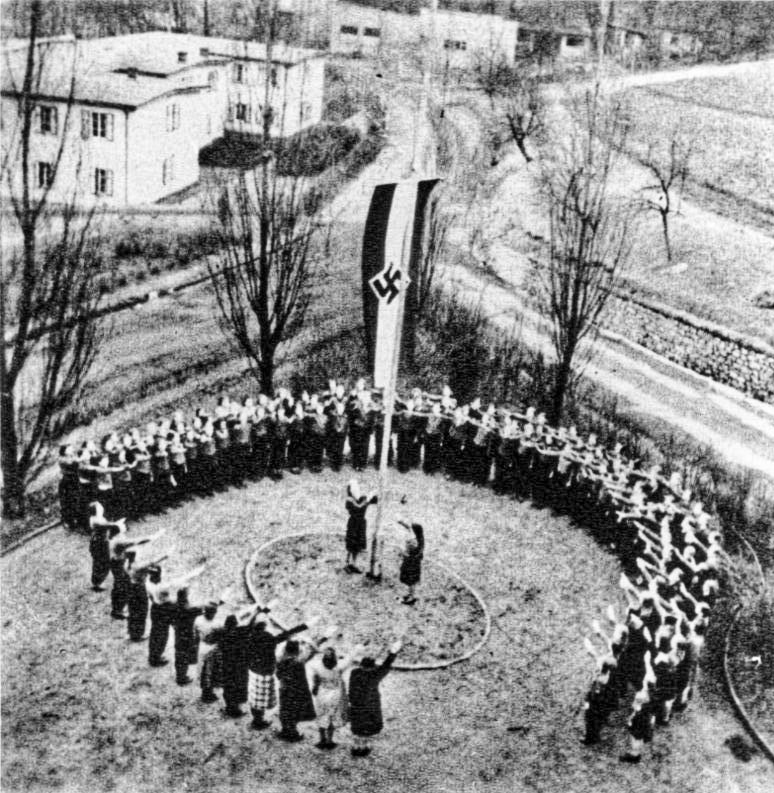

## Organizace a struktura

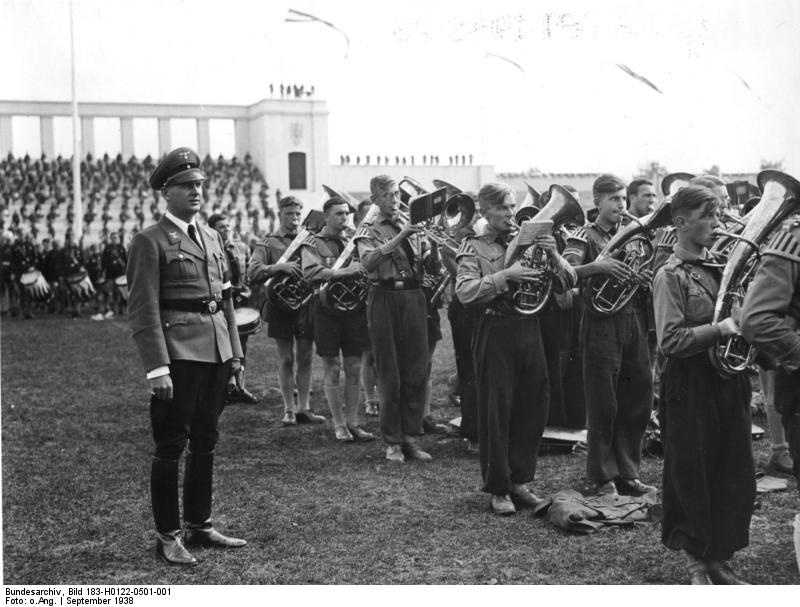
Nürnberg, Reichsparteitag, HJ - generální zkouška s Reichsleiter Baldur von Schirach

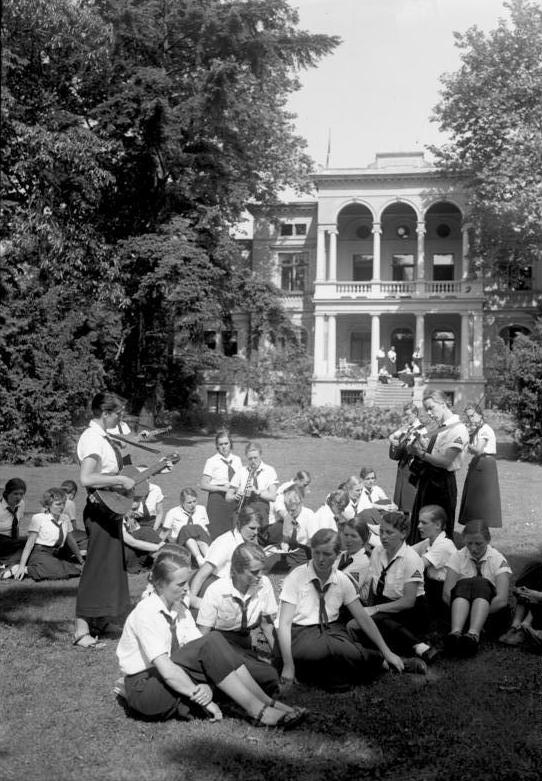
Potsdam - škola pro vzdělávání vedoucích BDM

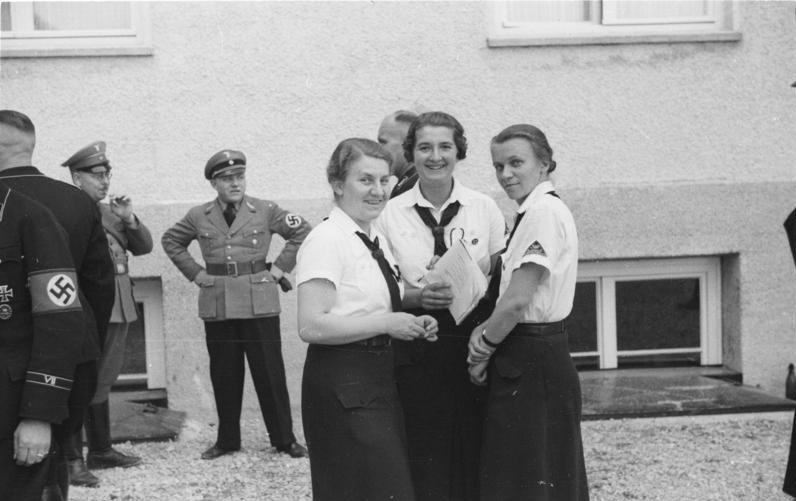
Vůdkyně BDM na návštěvě v Dachau

Největší organizační jednotku tvořily Obergaue (BDM) s přibližně 150 000 členkami, nejmenší pak Mädelschaften a Jungmädelschaften s 15 členkami. Každé jednotce velela Führerin, která se podřizovala vyšším instancím a velela jednotkám nižším. Vůdce říšské mládeže nevelel jen mládežnické organizaci NSDAP, ale od 17. června 1933 mu byla podřízena veškerá mládež Třetí říše. Jednalo se o funkci stranickou a státní. V roce 1933 spadala pod ministerstvo vnitra, v roce 1934 pod ministerstvo školství a od roku 1936 byla tato funkce nejvyšším říšským orgánem a tím také přímo podřízena vůdci a říšskému kancléři.

### Vůdce říšské mládeže
- Baldur von Schirach (od 1932 do 7. srpna 1940; Reichsleiter)
- Arthur Axmann (od 7. srpna 1940; Reichsleiter)

Vůdci říšské mládeže byly podřízeny: Hitlerjugend (členila se na Gebieten a Bannen), taktéž BDM (Bund Deutscher Mädel), Jungmädel a Glaube und Schönheit – všechny tři organizace se dělily na župy Obergauen a Untergauen)
Vůdci říšské mládeže byl dále podřízen štáb s náčelníkem štábu (Stabsführer). Ten plnil také funkci jeho zástupce (Stellvertreter). Pod něj spadaly různé referáty a úřady mládežnického vedení, mimo jiné také říšská referentka BDM, osobní oddělení, úřad pro kulturu, úřad pro tělesnou výchovu a úřad pro tisk a propagandu. Mnoho úřadů bylo během trvání BDM zrušeno nebo přejmenováno, nakonec během války zůstala tři nadřízená místa – úřad pro nasazení, úřad pro vzdělávání a politický úřad. Organizační struktura se pak dělila na čtyři stupně: Hitlerjugend, Jungvolk, Bund Deutscher Mädel a Jungmädel. Struktura dívčích organizací se dále členila takto:

### Bund Deutscher Mädel
1. Mädelschaft (kolem 15 dívek)
2. Mädelschar (kolem tří Mädelschaften)
3. Mädelgruppe ( čtyři Mädelscharen)
4. Mädelring (čtyři Mädelgruppen)
5. Untergau (pět Mädelringe)
6. Obergau (deset až třicet Untergaue a právě tolik Jungmädeluntergaue)
7. Gauverband (od čtyř do sedmi Obergaue)

### Jungmädel
1. Jungmädelschaft (kolem 15 Jungmädel)
2. Jungmädelschar (kolem tří Jungmädelschaften)
3. Jungmädelgruppe (čtyři Jungmädelscharen)
4. Jungmädelring (čtyři Jungmädelgruppen)
5. Jungmädeluntergau (pět Jungmädelringe)

Jednotkám velely vůdkyně (Führerin), jejichž vůdcovství se odvozovalo od názvu jednotky. Vůdkyně nebyly volené, ale jmenovány nadřízenou vůdkyní a jmenování bylo potvrzováno jí nadřízenou Führerin. V nejnižších oddílech pracovaly vůdkyně dobrovolně a zdarma, v oblastních a říšských funkcích státní služby za úřednický plat. Analogicky to platilo rovněž pro HJ. Mimo vedení oddílu mohly zastávat vůdkyně i jiné funkce nebo mohly spolupracovat s říšským mládežnickým vedením. Zvláště ve vyšších instancích byly funkce finančně ohodnocovány.
BDM
- Mädelschaftsführerin
- Mädelscharführerin
- Mädelgruppenführerin
- Mädelringführerin
- Untergauführerin
- Gauführerin
- Obergauführerin
- Gauverbandsführerin

JM
- Jungmädelschaftsführerin
- Jungmädelscharführerin
- Jungmädelgruppenführerin
- Jungmädelringführerin
- Jungmädeluntergauführerin

Od roku 1942 došlo nejen ke spojení služebních míst HJ a BDM, ale také ke zrušení označení Obergau a Untergau. Zůstala jen označení HJ-Gebiet a HJ-Bann.

## Ideologie
Veškerá mládežnická práce podléhala cílům národně socialistické ideologie, proto byla její náplní především ideologická školení s etnickou a rasovou tematikou. Základem této ideologie byla soudružská pospolitost (Volksgemeinschaft) podle vzoru frontového kamarádství z první světové války, která se stala modelem pro novou společnost bez dělení na společenské třídy či náboženské skupiny. V praxi nebyla tato ideologie ukotvena, nerovnost se objevovala už v samé hierarchii HJ. Pro dívky platil model ženy a matky, která měla na základě rasové hygieny zajistit pro stát dědičně zdravé potomky. Pro sportovní aktivity byli najímáni učitelé německé tělovýchovné univerzity (německy Deutsche Hochschule für Leibesübungen). Vzdělávání mladých dívek a žen odpovídalo nacistickému ideálu ženství.

## Uniforma
Uniformu museli platit dívkám rodiče. Sociální rodiny si mohly uniformu od státu za mírný poplatek zapůjčit. Sestávala z bílé blůzy, tmavě modré sukně, černého šátku s koženým uzlem a pro zimní období z hnědé bundy se župním štítkem. Mimo běžnou uniformu, jejíž nošení bylo povinné, nosila děvčata i slavnostní taneční uniformu – Mädeltanzkleid, která se skládala z bílých šatů a červené vestičky, případně z červeného lemu na spodním okraji šatů, a z jednotné BDM uniformy pro sváteční dny – BDM-Festkleid. Nošení stejnokroje bylo povinné také ve sportu a při práci. Vůdkyně měly svoji speciální uniformu. Nošení uniformy se považovalo za čest, proto se kontrolovalo její správné nošení. Přestupky se trestaly odnětím služebního označení či úplným zákazem nošení uniformy.

## Konec války a rozpuštění HJ
Ke konci války se stávala práce v BDM pro dívky čím dál náročnější, zvláště když musely čelit důsledkům bombardování, kvůli evakuacím a po následném rozpadu infrastruktury nejen ve východní Evropě, ale také doma v západních oblastech říše. Jen stěží neztrácelo jejich nasazení na své kontinuitě. Zrovna tak slábla i kontrola. Zvláště v úplném závěru druhé světové války shledávala děvčata službu jako nudnou a zatěžující a čím dál více se u nich objevovala rezistence či odmítavý postoj. Vzhledem k tomu, že byly dlouhodobě odděleny od svých rodin a jejich spolupráce s muži nebo vojáky wehrmachtu vytvářela mnohé příležitosti k sexuálním kontaktům, odrazila se uvolněná morálka také na špatné pověsti dívek. Lidově se označovala zkratka BDM také jako Bund německých matrací (Bund Deutscher Matratzen nebo Bubi Drück Mich). Po skončení druhé světové války převzaly svrchovanou moc v Německu čtyři vítězné mocnosti. Spojenecká kontrolní komise zrušila zákonem z 10. října 1945 (Kontrollratsgesetz Nr. 2) celou NSDAP i se svazem BDM a její majetek zabavila. I když bylo členství v BDM povinné, potýkaly se dívky při vyšetřování s těžkostmi a často s nedozírnými důsledky. Například pamětnice z východního Pruska uvádí, že s Rudou armádou dorazila také rozvědka (NKVD), která započala s vyšetřováním. Naivně přiznala, že byla členkou BDM (v 17 letech). NKVD ji poslalo do pracovního tábora na Sibiř, po třech letech byla převezena do pracovního tábora u Kyjeva, kde byla internována ještě dalších pět let. Do NDR se vrátila po osmi letech jako lidská troska a to mohla být ještě ráda, že vůbec přežila.

## Známé funkcionářky a členky BDM
- Jutta Rüdiger, Reichsreferentin der BDM
- Ilse Staiger, Reichsbeauftragte im SS-Helferinnenkorps, BDM-Führerin